# David Castrillo
Castrillo  Olivares est un nom espagnol. Le premier nom de famille, en général paternel, est Castrillo ; le second, en général maternel, souvent omis, est Olivares.
David Josué Castrillo Olivares, né le 22 novembre 1996,, est un coureur cycliste nicaraguayen.

## Biographie
En 2019, David Castrillo remporte notamment une étape du Tour du Nicaragua, qu'il termine à la deuxième place du classement général. La même année, il représente son pays lors des championnats d'Amérique centrale de Managua, où il se classe huitième de l'épreuve chronométrée. Il devient ensuite champion du Nicaragua du contre-la-montre en 2020, puis champion national sur route en 2021. 

## Palmarès
- 2018
  - Clásica por la Paz :
    - Classement général
    - 1re et 2e épreuves

  - 2e du championnat du Nicaragua sur route
- 2019
  - Campeonato de Occidente :
    - Classement général
    - 1re et 2e étapes

  - 1re étape du Tour du Nicaragua (contre-la-montre)
  - 2e du Tour du Nicaragua
- 2020
  -  Champion du Nicaragua du contre-la-montre
- 2021
  -  Champion du Nicaragua sur route
  - 3e du championnat du Nicaragua du contre-la-montre